# Anathamna neospermatophaga
Anathamna neospermatophaga is een vlinder uit de familie van de bladrollers (Tortricidae). De wetenschappelijke naam van de soort is voor het eerst geldig gepubliceerd in 2005 door Pooni & Rose.

## Type
- holotype: "male"
- instituut: UHFI, India
- typelocatie: "India, Himachal Pradesh, Dist. Solan, Nauni"